# Mesochorus discitergus
Mesochorus discitergus là một loài tò vò trong họ Ichneumonidae.